# Museo della stampa e del design tipografico
Il Museo della stampa e del design tipografico è uno spazio espositivo situato a Cornuda. È stato aperto nel 2002 ed è gestito dall'organizzazione Tipoteca Italiana.
Le sale espositive accolgono ambienti per la composizione, fusione, stampa, restauro, laboratori e aule didattiche. Il concept museale abbraccia il sapere tipografico e la storia del design, della progettualità artistica e grafica, aperto alle sperimentazioni e applicazioni contemporanee.

## Museo

### Spazi
Il museo si trova a Cornuda nell'ex chiesa di Santa Teresa e nell'adiacente foresteria. Gli edifici erano parte del Canapificio Veneto, un complesso industriale inaugurato nel 1883.
Il percorso espositivo si sviluppa su una superficie di 2.000 m², mentre ulteriori 1.500 m² sono destinati agli archivi in un magazzino sempre parte dei fabbricati del Canapificio. Il museo è aperto al pubblico dal lunedì al sabato e accoglie visite guidate e attività didattiche. Le visite sono previste in lingua italiana o inglese. Il percorso museale è accessibile anche a utenti con disabilità. Il museo organizza corsi di composizione e stampa, calligrafia e legatoria, frequentati da studenti, designer, professionisti e appassionati. Realtà operativa del museo è la stamperia, un'officina tipografica che realizza stampati in tipo-impressione con caratteri mobili originali e soddisfa la richiesta di stampa tipografica di libri d'artista, manifesti e ogni tipologia di stampato di pregio. Completano l'offerta culturale la galleria di 500 m², dedicata all'esposizione permanente di inedite collezioni e a mostre temporanee, e l'auditorium, uno spazio per convegni, eventi e manifestazioni di varia natura, cui è annesso il ristorante le Corderie.

### Collezioni

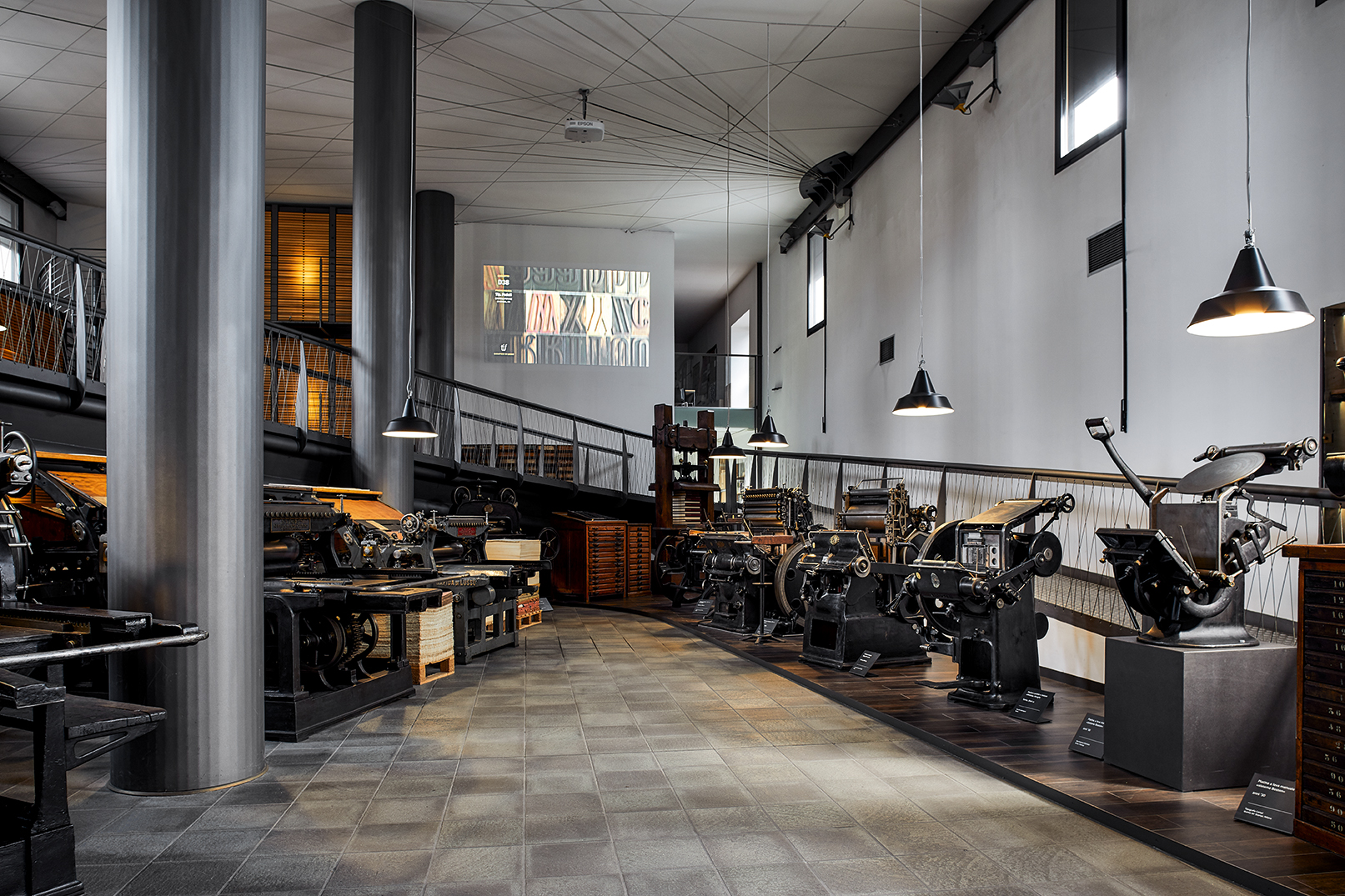
Sala interna del museo con esposizione di macchine

Le collezioni del museo sono l'esito di una raccolta di materiali da tipografie dislocate su tutto il territorio nazionale. Comprendono vari generi di documenti o prodotti di interesse museale: caratteri, matrici e punzoni tipografici, attrezzature di produzione dei caratteri sia in legno che in metallo, attrezzature di fusione dei caratteri in metallo, attrezzature di messa in opera dei caratteri (torchi, tirabozze, macchine tipografiche e macchine complementari), disegni e prove preparatorie, campionari di caratteri e libri di interesse tipografico.
La biblioteca specializzata accoglie più di 5.000 titoli, con particolare accento sulle riviste storiche, a cavallo di '800 e '900, sulle quali si è svolto il dibattito culturale della cultura artistica, visiva e grafica in Italia.

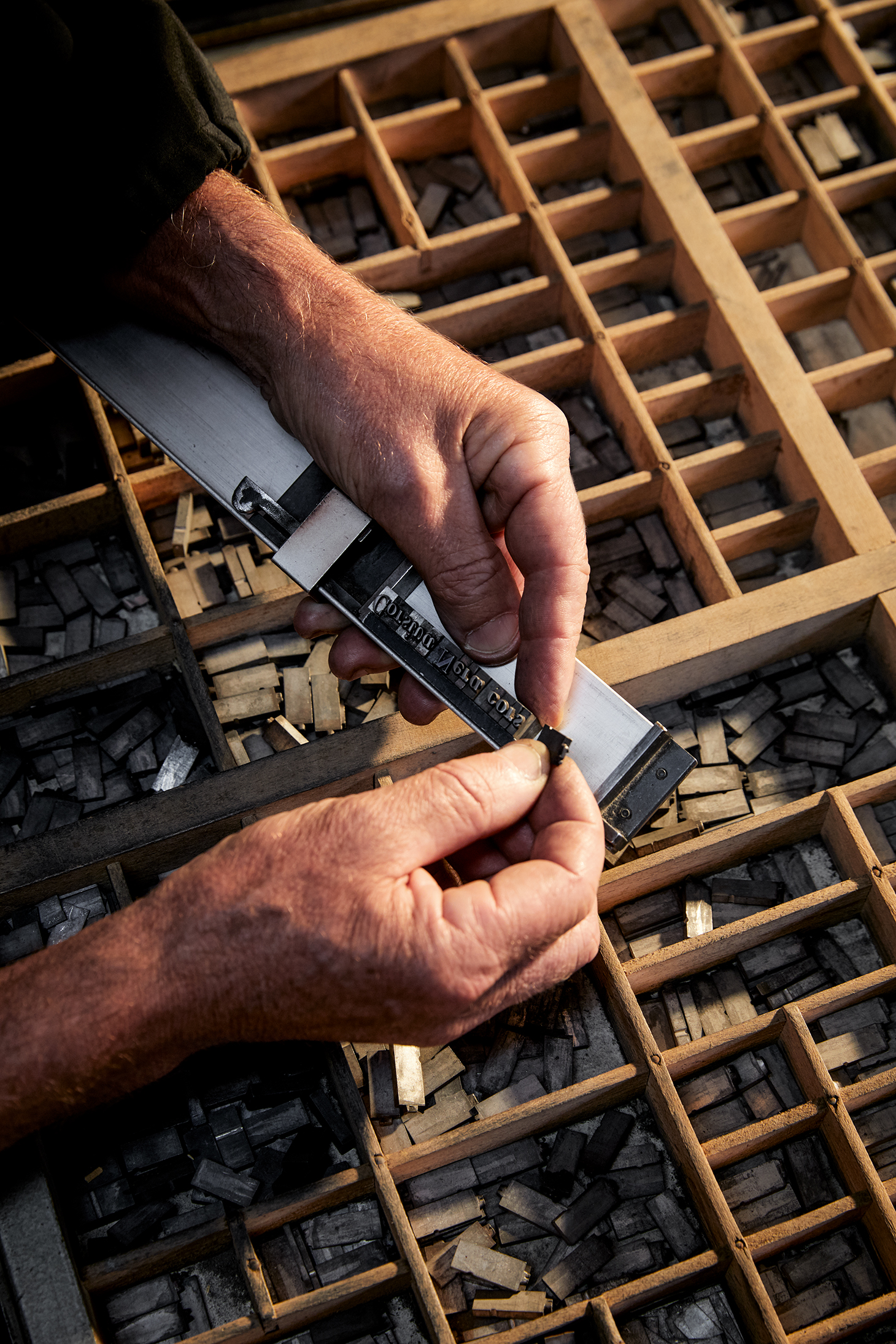
Composizione a mano con caratteri in lega
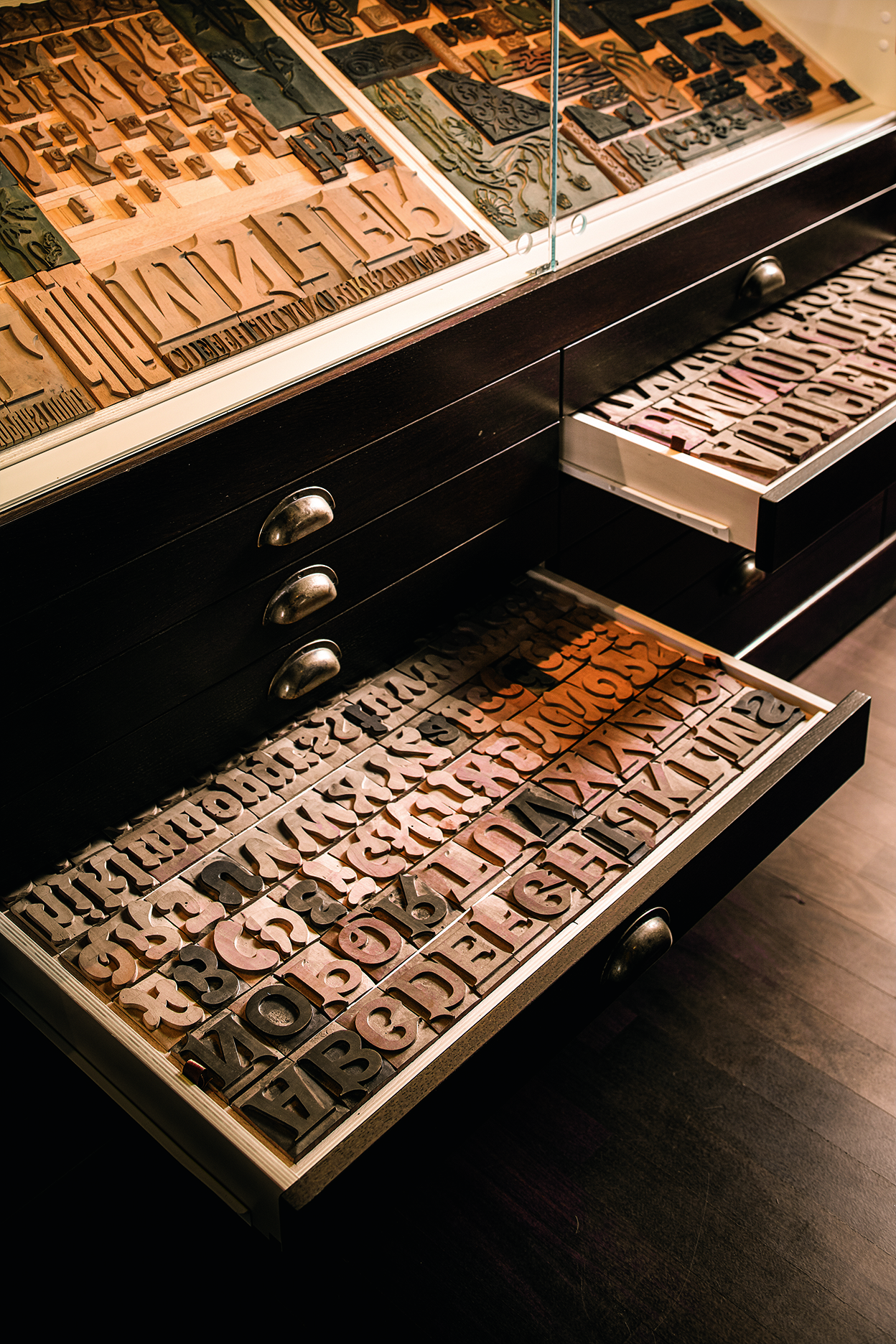
I caratteri in legno realizzati da Luigi Melchiori, fine '800
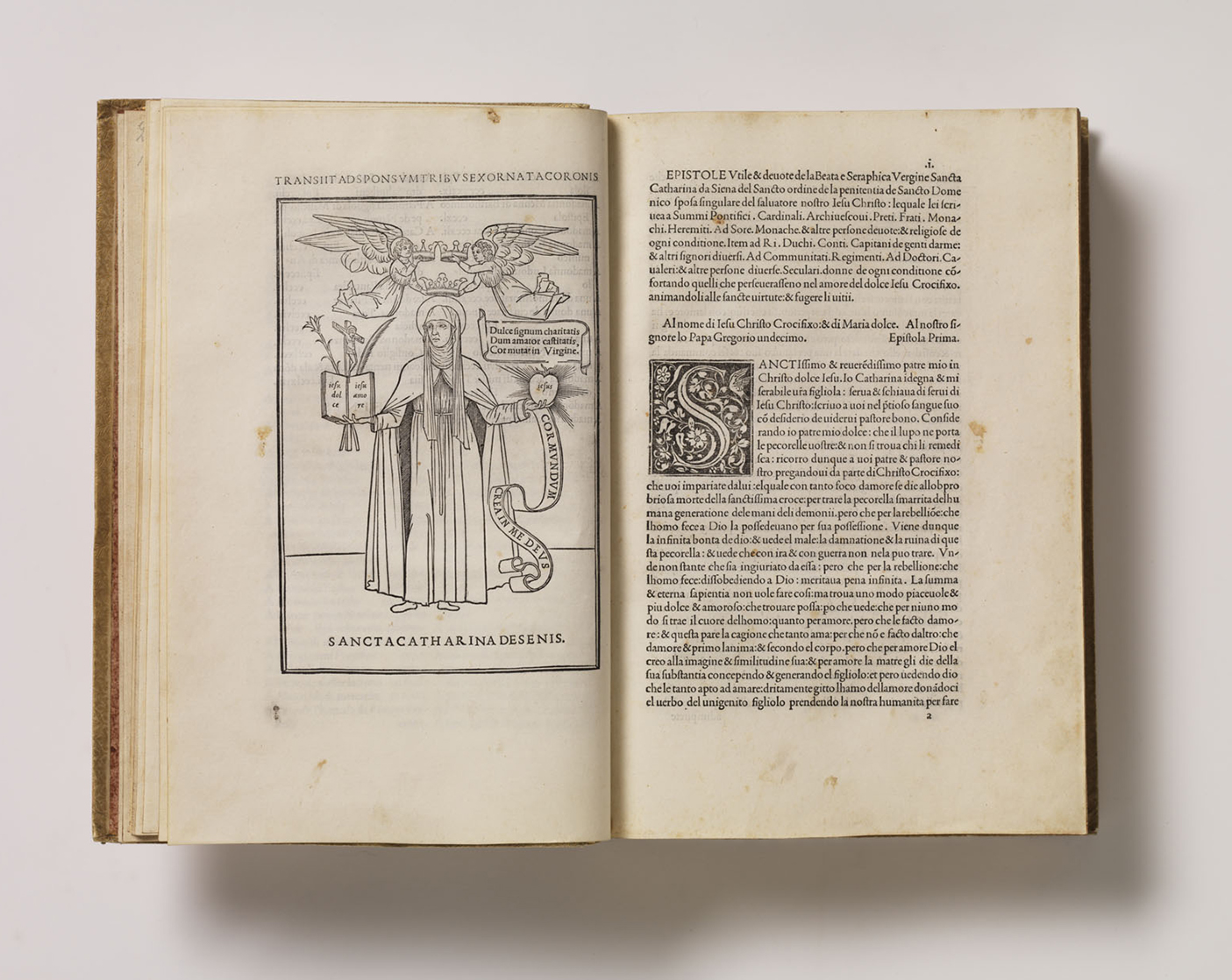
Le epistole di Santa Caterina, stampato a Venezia da Aldo Manuzio, 1500
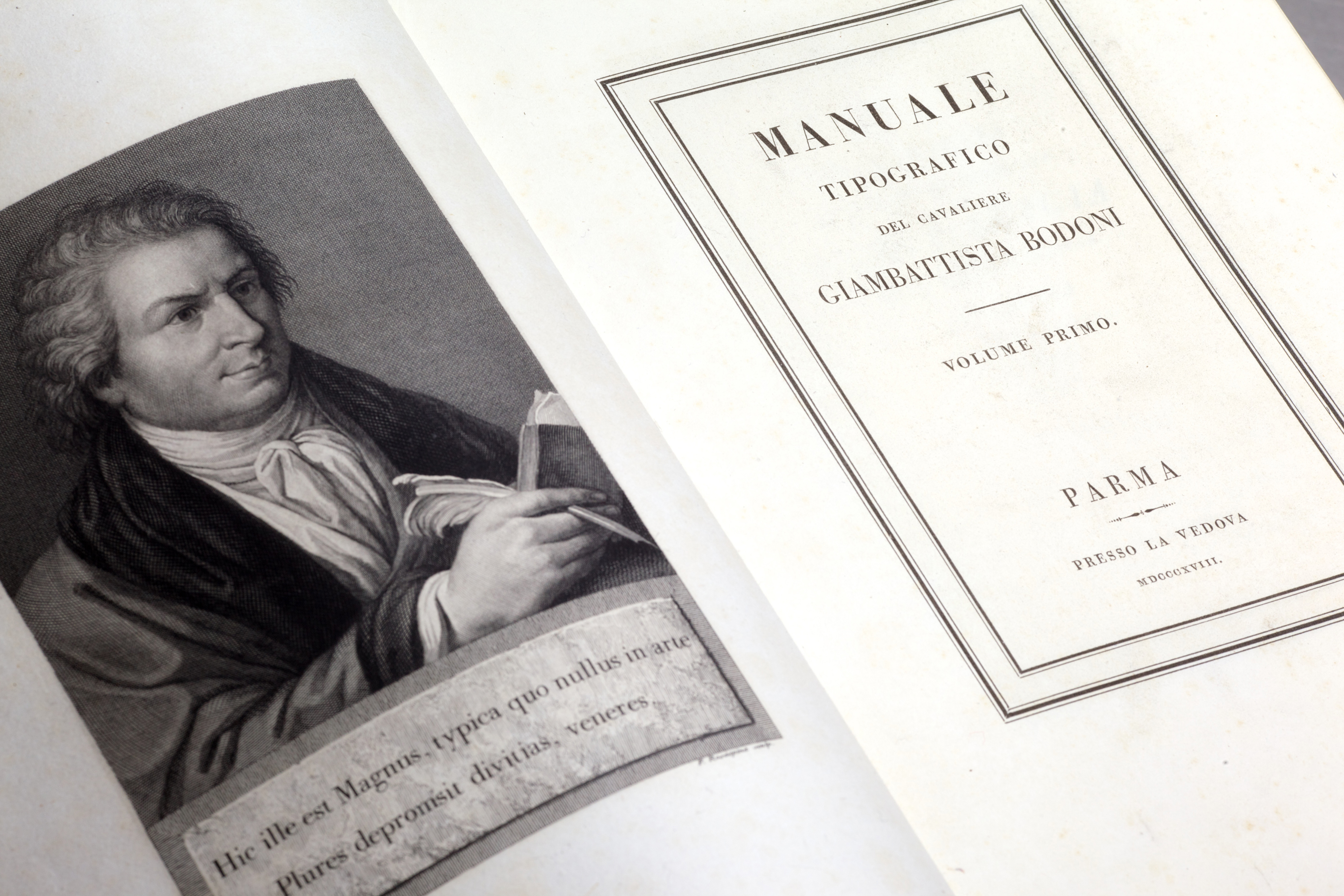
Manuale tipografico di Giambattista Bodoni, Parma 1818

### Collaborazioni

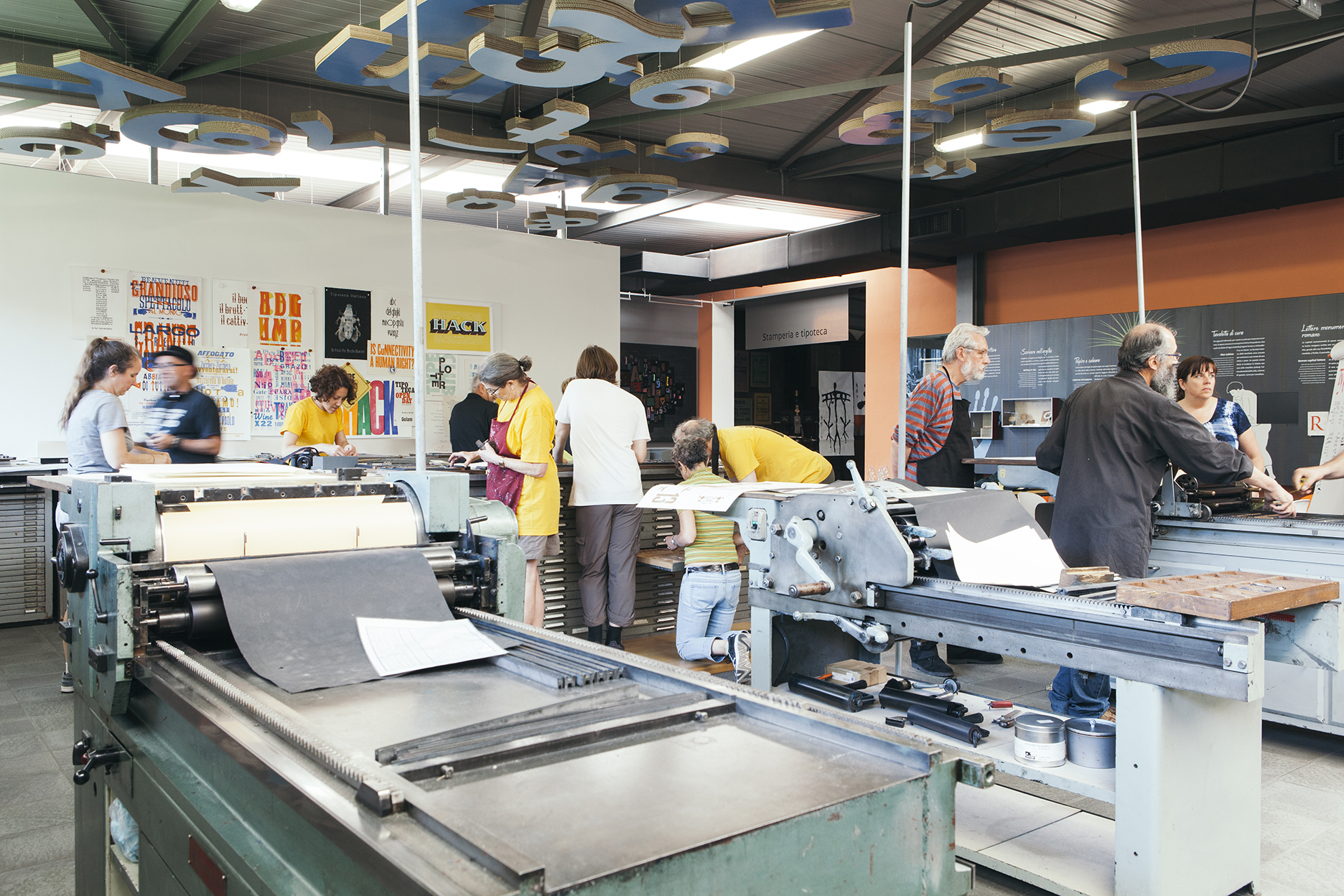
Il workshop organizzato nel museo da Legacy of Letters, 2015

Il museo ospita ogni anno laboratori organizzati in collaborazione con università italiane e straniere quali: Libera Università di Bolzano, Università Iuav di Venezia, Università di Verona, Università di Udine, Royal College of Art di Londra, Università di Lubiana, Western Michigan University, Kansas University, Indiana University e Rhode Island School of Design. Altre collaborazioni sono attive con scuole private di design o centri di ricerca sulla comunicazione come Fabrica. Ogni due anni il museo è sede di un workshop aperto a designer di tutto il mondo promosso da Legacy of Letters di New York: fino a oggi. Nel 2014 il museo ha avviato una partnership istituzionale con Hamilton Wood Type Museum di Two Rivers (Wisconsin, USA), il più importante museo statunitense di caratteri.

### Galleria d'immagini

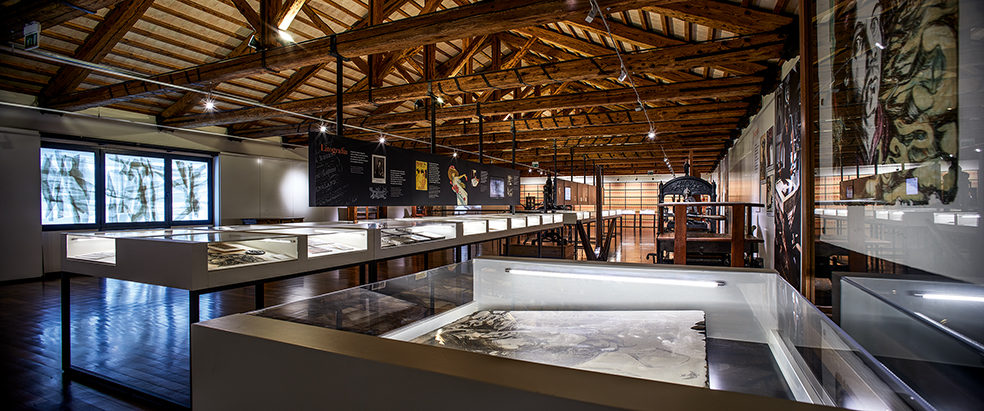
Veduta della Galleria, che ospita le mostre temporanee

La Galleria è uno spazio di cinquecento metri quadrati, dedicato all'esposizione permanente di fondi custoditi nel museo, con riguardo soprattutto alle tradizionali tecniche in uso per le immagini: calcografia, xilografia e litografia. La Galleria accoglie inoltre mostre temporanee, organizzate e promosse da Tipoteca Italiana con l'intento di avvicinare i visitatori alla conoscenza della tipografia e delle arti grafiche attraverso la visione di documenti storico-grafici.

### Auditorium

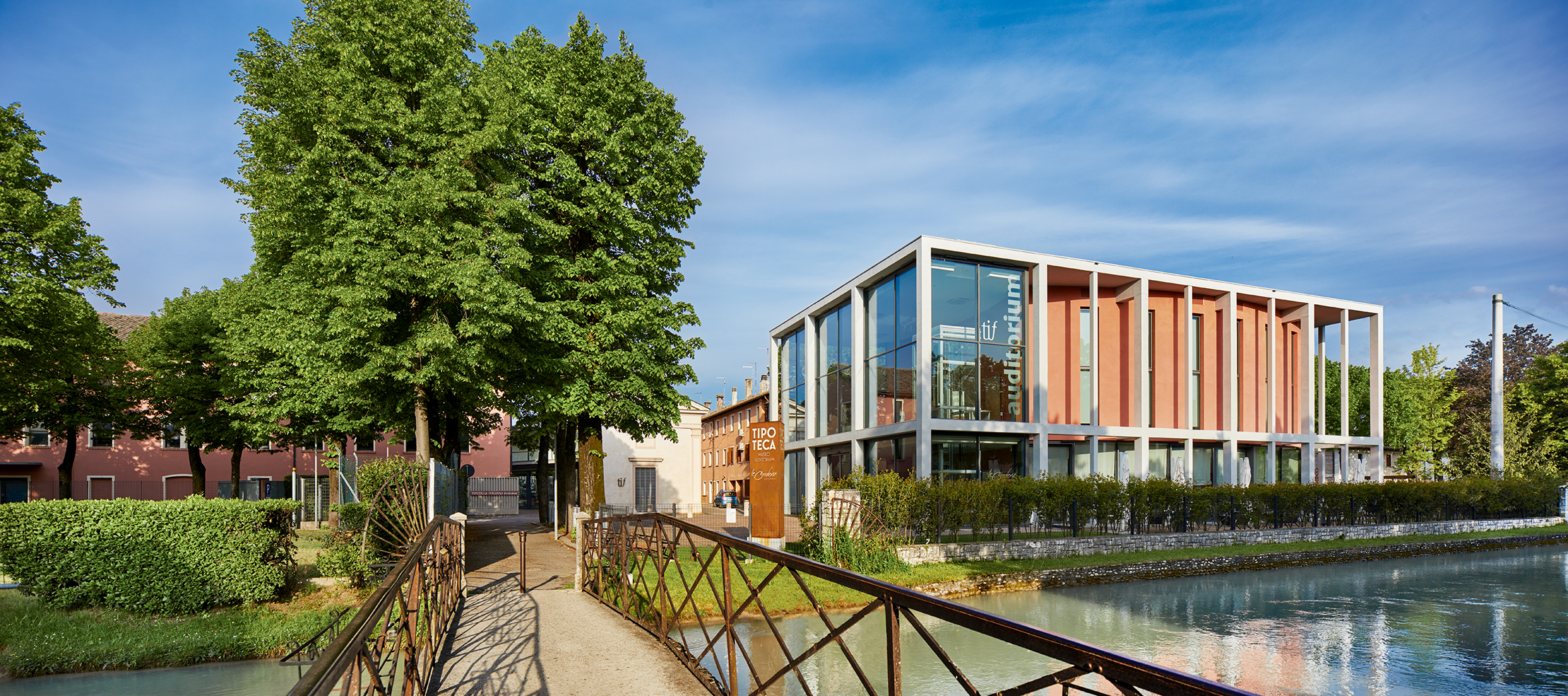
Esterno dell'Auditorium

Tipoteca Auditorium è un edificio designato a ospitare convegni, presentazioni e spettacoli. Ogni mese, Tipoteca Italiana cura un ricco calendario di appuntamenti: il programma si concentra in particolare su aspetti della comunicazione visiva, spaziando dal libro alla grafica e alla fotografia, dall'arte alla musica. La sala, dotata di un funzionale impianto audio e video, ospita fino a 150 persone e, su richiesta, è disponibile per accogliere eventi non direttamente promossi dalla Fondazione.